# Thora Daugaard
Theodora (Thora) Frederikke Marie Daugaard-Jensen, född 22 oktober 1874 i Store Arden sogn, död 28 juni 1951 i Holstebro, var en dansk kvinnorättsaktivist och pacifist. 
Thora Daugaard var dotter till hotellägaren Peder Johannes Jensen och Petrine Daugaard. Hon var delegat vid Internationella Kvinnokongressen i Haag 1915, som hölls i Haag i april 1915, och var en av medgrundarna av  Internationella kvinnoförbundet för fred och frihet.